# Dyskografia Keshy
Dyskografia Keshy – amerykańskiej wokalistki pop składa się z czterech albumów studyjnych, dwóch minialbumów, jednego albumu kompilacyjnego oraz trzydziestu dwóch singli (w tym jedenastu z gościnnym udziałem) i trzydziestu siedmiu teledysków.
Przełom w karierze wokalistki nastąpił w 2009 roku po udziale w utworze Flo Ridy „Right Round”. Debiutancka płyta Keshy, Animal, zajęła pierwsze miejsce na listach przebojów w Stanach Zjednoczonych, Kanadzie i Grecji. Według danych z grudnia 2011 roku album sprzedał się na świecie w nakładzie ponad 2,5 miliona kopii. Jej debiutancki singel „Tik Tok” ukazał się 7 sierpnia 2009 roku i zajął pierwsze miejsce na listach przebojów w siedmiu krajach, uzyskując między innymi status siedmiokrotnej platynowej płyty w Kanadzie oraz pięciokrotnej platynowej płyty w Stanach Zjednoczonych i Australii. Kolejnymi singlami pochodzącymi z wydawnictwa były „Blah Blah Blah”, „Your Love Is My Drug” oraz „Take It Off” wydany 13 lipca 2010 roku, do którego zostały nagrane dwa teledyski.
22 listopada 2010 roku miała miejsce premiera reedycji Animal – Cannibal. Na utwór promujący EP wybrano „We R Who We R”, który jako pierwszy singel w karierze wokalistki dotarł do 1. miejsca listy UK Singles Chart. Oprócz tego uzyskał status pięciokrotnie platynowej płyty w Australii oraz platynowej płyty w Nowej Zelandii. Drugim, a zarazem ostatnim singlem pochodzącym z minialbumu jest „Blow”. W marcu 2011 roku Kesha wydała pierwszy album kompilacyjny I Am the Dance Commander + I Command You to Dance: The Remix Album, zawierający remiksy utworów z Animal oraz Cannibal, a także jeden nowy utwór – „Fuck Him He’s a DJ”.
W grudniu 2012 roku ukazał się drugi album Warrior. Był on promowany przez single „Die Young” – kolejny ogromny przebój wokalistki (miejsce 2. w Stanach Zjednoczonych i 3. w Japonii), „C’Mon” oraz „Crazy Kids” z gościnnym udziałem Will.i.am’a z grupy The Black Eyed Peas. W ramach promocji krążka zostało wypuszczone akustyczne EP Deconstructed, które zawiera m.in. nowe wersje „The Harold Song” i „Supernatural”.

## Albumy

### Albumy studyjne
| Rok                                                     | Dane dot. albumu                                                                                   | Pozycje na listach przebojów | Pozycje na listach przebojów | Pozycje na listach przebojów | Pozycje na listach przebojów | Pozycje na listach przebojów | Pozycje na listach przebojów | Pozycje na listach przebojów | Pozycje na listach przebojów | Pozycje na listach przebojów | Pozycje na listach przebojów | Pozycje na listach przebojów | Pozycje na listach przebojów | Pozycje na listach przebojów | Pozycje na listach przebojów | Pozycje na listach przebojów | Sprzedaż                            | Certyfikaty |
| Rok                                                     | Dane dot. albumu                                                                                   | POL                          | USA                          | AUS                          | AUT                          | CAN                          | GER                          | IRL                          | NZL                          | CHE                          | FIN                          | NOR                          | GBR                          | ESP                          | FRA                          | NLD                          | Sprzedaż                            | Certyfikaty |
| ------------------------------------------------------- | -------------------------------------------------------------------------------------------------- | ---------------------------- | ---------------------------- | ---------------------------- | ---------------------------- | ---------------------------- | ---------------------------- | ---------------------------- | ---------------------------- | ---------------------------- | ---------------------------- | ---------------------------- | ---------------------------- | ---------------------------- | ---------------------------- | ---------------------------- | ----------------------------------- | --- |
| 2010                                                    | Animal - Wydany: 5 stycznia 2010 - Wytwórnia: RCA - Format: CD, LP, digital download               | 44                           | 1                            | 4                            | 4                            | 1                            | 7                            | 8                            | 6                            | 3                            | 43                           | 36                           | 8                            | 62                           | 11                           | 52                           | - Świat: 8 000 000 - USA: 3 000 000 | - USA: 3× platynowa płyta - CAN: 2× platynowa płyta - AUS: 2× platynowa płyta - AUT: złota płyta - DEU: złota płyta - JPN: złota płyta - IRL: złota płyta - GBR: złota płyta - POL: złota płyta |
| 2012                                                    | Warrior - Wydany: 4 grudnia 2012 - Wytwórnia: RCA - Format: CD, digital download                   | –                            | 6                            | 12                           | 44                           | 10                           | 81                           | 64                           | 30                           | 63                           | –                            | –                            | 60                           | 50                           | 156                          | –                            | - USA: 500 000                      | - USA: złota płyta |
| 2017                                                    | Rainbow - Wydany: 11 sierpnia 2017 - Wytwórnia: RCA, Kemosabe - Format: CD, LP, digital download   | 28                           | 1                            | 3                            | 16                           | 1                            | 33                           | 2                            | 4                            | 14                           | 26                           | 13                           | 4                            | 7                            | 62                           | 10                           | - USA: 500 000 - CAN: 7 000[C]      | - USA: złota płyta - CAN: złota płyta |
| 2020                                                    | High Road - Wydany: 31 stycznia 2020 - Wytwórnia: RCA, Kemosabe - Format: CD, LP, digital download | –                            | 7                            | 26                           | –                            | 20                           | –                            | 71                           | –                            | –                            | –                            | –                            | 63                           | 29                           | –                            | –                            |                                     | |
| „–” oznacza, że album nie był notowany na danej liście. | |                              |                              |                              |                              |                              |                              |                              |                              |                              |                              |                              |                              |                              |                              |                              |                                     | |

### Albumy remiksowe
| Rok  | Dane dot. albumu | Pozycje na listach przebojów | Pozycje na listach przebojów | Pozycje na listach przebojów |
| Rok  | Dane dot. albumu | USA                          | AUS                          | CAN                          |
| ---- | --- | ---------------------------- | ---------------------------- | ---------------------------- |
| 2011 | I Am the Dance Commander + I Command You to Dance: The Remix Album - Wydany: 18 marca 2011 - Wytwórnia: RCA - Format: CD, digital download | 36                           | 46                           | 37                           |

Uwagi:
- C^ Dane pochodzą z sierpnia 2017 roku[35][36]

## Minialbumy (EP)
| Rok                                                     | Dane dot. albumu                                                                                 | Pozycje na listach przebojów | Pozycje na listach przebojów | Pozycje na listach przebojów | Pozycje na listach przebojów | Pozycje na listach przebojów | Sprzedaż            | Certyfikaty                                                  |
| Rok                                                     | Dane dot. albumu                                                                                 | USA                          | AUT                          | CAN                          | NZL                          | IRL                          | Sprzedaż            | Certyfikaty                                                  |
| ------------------------------------------------------- | ------------------------------------------------------------------------------------------------ | ---------------------------- | ---------------------------- | ---------------------------- | ---------------------------- | ---------------------------- | ------------------- | ------------------------------------------------------------ |
| 2010                                                    | Cannibal - Wydany: 19 listopada 2010 - Wytwórnia: RCA - Format: CD, digital download             | 15                           | 67                           | 14                           | 22                           | 17                           | - Świat: 527 000[C] | - USA: platynowa płyta - NZL: złota płyta - POL: złota płyta |
| 2013                                                    | Deconstructed - Wydany: 4 grudnia 2012 - Wytwórnia: RCA, Kemosabe - Format: CD, digital download | –                            | –                            | –                            | –                            | –                            |                     |                                                              |
| „–” oznacza, że album nie był notowany na danej liście. |                                                                                                  |                              |                              |                              |                              |                              |                     |                                                              |

## Single

### Jako główny artysta
| Rok                                                      | Singel                                                            | Pozycje na listach przebojów | Pozycje na listach przebojów | Pozycje na listach przebojów | Pozycje na listach przebojów | Pozycje na listach przebojów | Pozycje na listach przebojów | Pozycje na listach przebojów | Pozycje na listach przebojów | Pozycje na listach przebojów | Pozycje na listach przebojów | Pozycje na listach przebojów | Pozycje na listach przebojów | Pozycje na listach przebojów | Pozycje na listach przebojów | Pozycje na listach przebojów | Pozycje na listach przebojów | Certyfikat | Album                            |
| Rok                                                      | Singel                                                            | USA                          | AUS                          | AUT                          | CAN                          | GER                          | IRL                          | NZL                          | CHE                          | NOR                          | GBR                          | SWE                          | FIN                          | ESP                          | DNK                          | FRA                          | NLD                          | Certyfikat | Album                            |
| -------------------------------------------------------- | ----------------------------------------------------------------- | ---------------------------- | ---------------------------- | ---------------------------- | ---------------------------- | ---------------------------- | ---------------------------- | ---------------------------- | ---------------------------- | ---------------------------- | ---------------------------- | ---------------------------- | ---------------------------- | ---------------------------- | ---------------------------- | ---------------------------- | ---------------------------- | --- | -------------------------------- |
| 2009                                                     | „Tik Tok”                                                         | 1                            | 1                            | 1                            | 1                            | 1                            | 3                            | 1                            | 1                            | 1                            | 4                            | 3                            | 2                            | 5                            | 3                            | 1                            | 6                            | - AUS: 8× platynowa płyta - AUT: platynowa płyta - CAN: 7× platynowa płyta - DEU: platynowa płyta - USA: 8× platynowa płyta - NZL: 2× platynowa płyta - ITA: platynowa płyta - CHE: platynowa płyta - GBR: platynowa płyta - JPN: złota płyta - BEL: platynowa płyta - FIN: złota płyta | Animal                           |
| 2010                                                     | „Blah Blah Blah” (wraz z 3OH!3)                                   | 7                            | 3                            | 21                           | 3                            | 11                           | 18                           | 7                            | 30                           | –                            | 11                           | 38                           | –                            | –                            | –                            | –                            | 72                           | - AUS: 2x platynowa płyta - CAN: 2× platynowa płyta - USA: 2x platynowa płyta - GBR: srebrna płyta | Animal                           |
| 2010                                                     | „Your Love Is My Drug”                                            | 4                            | 3                            | 12                           | 6                            | 19                           | 10                           | 15                           | 34                           | –                            | 13                           | –                            | –                            | 23                           | 34                           | –                            | 51                           | - AUS: 2×x platynowa płyta - USA: 4× platynowa płyta - GBR: srebrna płyta | Animal                           |
| 2010                                                     | „Take It Off”                                                     | 8                            | 5                            | –                            | 8                            | –                            | 12                           | 11                           | –                            | –                            | 15                           | 53                           | –                            | 37                           | 35                           | –                            | 44                           | - AUS: 3× platynowa płyta - USA: 4× platynowa płyta - NZL: złota płyta - GBR: srebrna płyta | Animal                           |
| 2010                                                     | „We R Who We R”                                                   | 1                            | 1                            | 15                           | 2                            | 23                           | 10                           | 4                            | 17                           | 13                           | 1                            | 22                           | –                            | 26                           | 31                           | 22                           | 42                           | - USA: 5× platynowa płyta - AUS: 5× platynowa płyta - NZL: platynowa płyta - SWE: złota płyta - GBR: złota płyta | Cannibal                         |
| 2011                                                     | „Blow”                                                            | 7                            | 10                           | 22                           | 12                           | 39                           | 28                           | 8                            | –                            | –                            | 32                           | –                            | –                            | –                            | –                            | –                            | –                            | - USA: 4× platynowa płyta - AUS: 2× platynowa płyta - NZL: złota płyta | Cannibal                         |
| 2012                                                     | „Die Young”                                                       | 2                            | 3                            | 4                            | 4                            | 20                           | 14                           | 9                            | 23                           | 8                            | 7                            | 16                           | 19                           | 34                           | 27                           | 12                           | 56                           | - USA: 4× platynowa płyta - GBR: złota płyta - AUS: 4× platynowa płyta - CAN: platynowa płyta - NZL: platynowa płyta | Warrior                          |
| 2012                                                     | „C'Mon”                                                           | 27                           | 19                           | 64                           | 16                           | 79                           | 33                           | 22                           | –                            | –                            | 70                           | –                            | –                            | –                            | –                            | 181                          | –                            | - USA: platynowa płyta - AUS: platynowa płyta | Warrior                          |
| 2013                                                     | „Crazy Kids” (wraz z will.i.am)                                   | 40                           | 32                           | 58                           | 47                           | 56                           | 14                           | –                            | –                            | –                            | 27                           | –                            | –                            | –                            | –                            | –                            | –                            | - USA: platynowa płyta - AUS: platynowa płyta | Warrior                          |
| 2016                                                     | „True Colors” (wraz z Zedd’em)                                    | 74                           | 76                           | –                            | 66                           | –                            | 81                           | –                            | 78                           | –                            | 78                           | –                            | –                            | –                            | –                            | 191                          | –                            | | True Colors                      |
| 2017                                                     | „Praying”                                                         | 22                           | 6                            | 68                           | 11                           | –                            | 23                           | 37                           | 64                           | –                            | 26                           | 77                           | –                            | –                            | –                            | –                            | –                            | - USA: 2× platynowa płyta - AUS: 3× platynowa płyta - GBR: srebrna płyta - CAN: 3× platynowa płyta | Rainbow                          |
| 2017                                                     | „Learn to Let Go”                                                 | 97                           | –                            | –                            | 81                           | –                            | –                            | –                            | –                            | –                            | –                            | –                            | –                            | –                            | –                            | –                            | –                            | | Rainbow                          |
| 2017                                                     | „This Is Me”                                                      | –                            | 71                           | –                            | –                            | –                            | –                            | –                            | –                            | –                            | –                            | –                            | –                            | –                            | –                            | –                            | –                            | - AUS: złota płyta | The Greatest Showmen: Reimagined |
| 2018                                                     | „Woman” (gościnnie: The Dap-Kings Horns)                          | 96                           | 78                           | –                            | 80                           | –                            | –                            | –                            | –                            | –                            | –                            | –                            | –                            | –                            | –                            | –                            | –                            | - USA: złota płyta | Rainbow                          |
| 2018                                                     | „Here Comes the Change”                                           | –                            | –                            | –                            | –                            | –                            | –                            | –                            | –                            | –                            | –                            | –                            | –                            | –                            | –                            | –                            | –                            | | –                                |
| 2019                                                     | „Raising Hell” (gościnnie: Big Freedia)                           | –                            | –                            | –                            | –                            | –                            | 97                           | –                            | –                            | –                            | –                            | –                            | –                            | –                            | –                            | –                            | –                            | | High Road                        |
| 2019                                                     | „My Own Dance”                                                    | –                            | –                            | –                            | –                            | –                            | –                            | –                            | –                            | –                            | –                            | –                            | –                            | –                            | –                            | –                            | –                            | | High Road                        |
| 2019                                                     | „Resentment” (gościnnie: Sturgill Simpson, Brian Wilson i Wrabel) | –                            | –                            | –                            | –                            | –                            | –                            | –                            | –                            | –                            | –                            | –                            | –                            | –                            | –                            | –                            | –                            | | High Road                        |
| 2020                                                     | „Tonight”                                                         | –                            | –                            | –                            | –                            | –                            | –                            | –                            | –                            | –                            | –                            | –                            | –                            | –                            | –                            | –                            | –                            | | High Road                        |
| 2020                                                     | „Since I Was Young” (wraz z Wrabelem)                             | –                            | –                            | –                            | –                            | –                            | –                            | –                            | –                            | –                            | –                            | –                            | –                            | –                            | –                            | –                            | –                            | | –                                |
| 2021                                                     | „Drop Dead” (wraz z Grandsonem oraz Travisem Barkerem)            | –                            | –                            | –                            | –                            | –                            | –                            | –                            | –                            | –                            | –                            | –                            | –                            | –                            | –                            | –                            | –                            | | –                                |
| „–” oznacza, że singel nie był notowany na danej liście. |                                                                   |                              |                              |                              |                              |                              |                              |                              |                              |                              |                              |                              |                              |                              |                              |                              |                              | |                                  |

### Z gościnnym udziałem
| Rok                                                      | Singel                                              | Pozycje na listach przebojów | Pozycje na listach przebojów | Pozycje na listach przebojów | Pozycje na listach przebojów | Pozycje na listach przebojów | Pozycje na listach przebojów | Pozycje na listach przebojów | Pozycje na listach przebojów | Pozycje na listach przebojów | Pozycje na listach przebojów | Pozycje na listach przebojów | Pozycje na listach przebojów | Pozycje na listach przebojów | Pozycje na listach przebojów | Pozycje na listach przebojów | Pozycje na listach przebojów | Certyfikat | Album             |
| Rok                                                      | Singel                                              | USA                          | AUS                          | AUT                          | CAN                          | DEU                          | IRL                          | NZL                          | CHE                          | NOR                          | GBR                          | SWE                          | FIN                          | ESP                          | DNK                          | FRA                          | NLD                          | Certyfikat | Album             |
| -------------------------------------------------------- | --------------------------------------------------- | ---------------------------- | ---------------------------- | ---------------------------- | ---------------------------- | ---------------------------- | ---------------------------- | ---------------------------- | ---------------------------- | ---------------------------- | ---------------------------- | ---------------------------- | ---------------------------- | ---------------------------- | ---------------------------- | ---------------------------- | ---------------------------- | --- | ----------------- |
| 2009                                                     | „Right Round” (singel Flo Ridy)                     | 1                            | 1                            | 2                            | 1                            | 4                            | 1                            | 2                            | 2                            | 2                            | 1                            | 2                            | 3                            | 7                            | 3                            | 2                            | 4                            | - USA: 6× platynowa płyta - CAN: 4× platynowa płyta - AUS: 3× platynowa płyta - AUT: złota płyta - DEU: platynowa płyta - FIN: złota płyta - CHE: platynowa płyta - GBR: platynowa płyta | R.O.O.T.S.        |
| 2010                                                     | „Dirty Picture” (singel Taio Cruza)                 | 96                           | 16                           | –                            | 49                           | –                            | 10                           | 11                           | –                            | –                            | 6                            | –                            | –                            | –                            | –                            | –                            | 72                           | - AUS: złota płyta - GBR: srebrna płyta | Rokstarr          |
| 2010                                                     | „My First Kiss” (singel grupy 3OH!3)                | 9                            | 13                           | 28                           | 7                            | 37                           | 10                           | 15                           | –                            | –                            | 7                            | –                            | –                            | –                            | –                            | –                            | –                            | - USA: złota płyta - AUS: platynowa płyta - CAN: platynowa płyta | Streets of Gold   |
| 2013                                                     | „Timber” (singel Pitbulla)                          | 1                            | 4                            | 1                            | 1                            | 1                            | 2                            | 3                            | 3                            | 1                            | 1                            | 1                            | 1                            | 1                            | 1                            | 8                            | 3                            | - USA: 6× platynowa płyta - AUS: 5× platynowa płyta - CAN: 7× platynowa płyta - CHE: platynowa płyta - GBR: 2× platynowa płyta                                                           | Meltdown          |
| 2017                                                     | „Good Old Days” (singiel Macklemore’a)              | 48                           | 8                            | 24                           | 40                           | 50                           | 34                           | 14                           | 24                           | –                            | 79                           | 83                           | –                            | –                            | –                            | 171                          | 80                           | - USA: platynowa płyta - AUS: platynowa płyta - CAN: 2× platynowa płyta - NZL: złota płyta                                                                                               | Gemini            |
| 2018                                                     | „Body Talks” (singiel The Struts)                   | –                            | –                            | –                            | –                            | –                            | –                            | –                            | –                            | –                            | –                            | –                            | –                            | –                            | –                            | –                            | –                            | | Young & Dangerous |
| 2018                                                     | „Safe” (singiel Sage’a i Chiki)                     | –                            | –                            | –                            | –                            | –                            | –                            | –                            | –                            | –                            | –                            | –                            | –                            | –                            | –                            | –                            | –                            | | –                 |
| 2020                                                     | „Chasing Rainbows” (singiel Big Freedia)            | –                            | –                            | –                            | –                            | –                            | –                            | –                            | –                            | –                            | –                            | –                            | –                            | –                            | –                            | –                            | –                            | | Louder            |
| 2020                                                     | „They's a Person of the World” (singiel Black Lips) | –                            | –                            | –                            | –                            | –                            | –                            | –                            | –                            | –                            | –                            | –                            | –                            | –                            | –                            | –                            | –                            | | –                 |
| 2021                                                     | „Stronger” (singiel Sama Feldta)                    | –                            | –                            | –                            | –                            | –                            | –                            | –                            | –                            | –                            | –                            | –                            | –                            | –                            | –                            | –                            | –                            | | –                 |
| 2021                                                     | „Fancy Like” (singiel Walkera Hayesa)               | –                            | –                            | –                            | –                            | –                            | –                            | –                            | –                            | –                            | –                            | –                            | –                            | –                            | –                            | –                            | –                            | - AUS: złota płyta | –                 |
| „–” oznacza, że singel nie był notowany na danej liście. |                                                     |                              |                              |                              |                              |                              |                              |                              |                              |                              |                              |                              |                              |                              |                              |                              |                              | |                   |

### Single promocyjne
| Rok                                                       | Singiel                                                                                    | Pozycje na listach przebojów | Pozycje na listach przebojów | Certyfikat         | Album                                                       |
| Rok                                                       | Singiel                                                                                    | USA                          | CAN                          | Certyfikat         | Album                                                       |
| --------------------------------------------------------- | ------------------------------------------------------------------------------------------ | ---------------------------- | ---------------------------- | ------------------ | ----------------------------------------------------------- |
| 2010                                                      | „Sleazy”                                                                                   | 51                           | 46                           | - USA: złota płyta | Cannibal                                                    |
| 2010                                                      | „Cannibal”                                                                                 | 77                           | 62                           |                    | Cannibal                                                    |
| 2011                                                      | „Sleazy Remix 2.0: Get Sleazier” (gościnnie: Lil Wayne, Wiz Khalifa, T.I. oraz André 3000) | 37                           | 46                           |                    | –                                                           |
| 2011                                                      | „Till the World Ends” (The Femme Fatale Remix) (Britney Spears oraz Nicki Minaj, Kesha)    | 3                            | 4                            |                    | –                                                           |
| 2017                                                      | „Hymn”                                                                                     | –                            | –                            |                    | Rainbow                                                     |
| 2019                                                      | „Rich, White, Straight Men”                                                                | –                            | –                            |                    | –                                                           |
| 2019                                                      | „Best Day” (Angry Birds 2 Remix)                                                           | –                            | –                            |                    | The Angry Birds Movie 2: Original Motion Picture Soundtrack |
| 2020                                                      | „Summer”                                                                                   | –                            | –                            |                    | High Road                                                   |
| 2020                                                      | „Children of the Revolution”                                                               | –                            | –                            |                    | AngelHeaded Hipster: The Songs of Marc Bolan and T. Rex     |
| „–” oznacza, że singiel nie był notowany na danej liście. |                                                                                            |                              |                              |                    |                                                             |

### Inne notowane utwory
| Rok                                                     | Utwór                  | Pozycje na listach przebojów | Pozycje na listach przebojów | Pozycje na listach przebojów | Album                                                              |
| Rok                                                     | Utwór                  | USA                          | CAN                          | GBR                          | Album                                                              |
| ------------------------------------------------------- | ---------------------- | ---------------------------- | ---------------------------- | ---------------------------- | ------------------------------------------------------------------ |
| 2010                                                    | „Kiss n Tell”          | 109                          | 91                           | 163                          | Animal                                                             |
| 2010                                                    | „Dinosaur”             | –                            | –                            | 180                          | Animal                                                             |
| 2010                                                    | „Animal”               | 125                          | –                            | –                            | Animal                                                             |
| 2010                                                    | „Crazy Beautiful Life” | 93                           | –                            | –                            | Cannibal                                                           |
| 2010                                                    | „Grow a Pear”          | 121                          | –                            | –                            | Cannibal                                                           |
| 2011                                                    | „Fuck Him He’s a DJ”   | 97                           | 75                           | –                            | I Am the Dance Commander + I Command You to Dance: The Remix Album |
| 2012                                                    | „Thinking of You”      | 114                          | –                            | –                            | Warrior                                                            |
| 2012                                                    | „Warrior”              | 125                          | –                            | –                            | Warrior                                                            |
| 2017                                                    | „Rainbow”              | 113                          | –                            | –                            | Rainbow                                                            |
| „–” oznacza, że utwór nie był notowany na danej liście. |                        |                              |                              |                              |                                                                    |

## Współpraca muzyczna
Poniższa lista przedstawia utwory powstałe przy współpracy z Keshą, które nie zostały wydane na żadnym albumie studyjnym lub singlu wokalistki.
| Rok  | Tytuł                               | Artysta                              | Album                                     | Uwagi                            |
| ---- | ----------------------------------- | ------------------------------------ | ----------------------------------------- | -------------------------------- |
| 2006 | „Nothing in This World”             | Paris Hilton                         | Paris                                     | wokal wspierający                |
| 2007 | „This Love”                         | The Veronicas                        | Hook Me Up                                | współautorka piosenki            |
| 2008 | „Lace and Leather”                  | Britney Spears                       | Circus                                    | wokal wspierający                |
| 2009 | „Touch Me”                          | Flo Rida                             | R.O.O.T.S.                                | współautorka piosenki            |
| 2009 | „The Time of Our Lives”             | Miley Cyrus                          | The Time of Our Lives                     | współautorka piosenki            |
| 2009 | „Girls”                             | Pitbull                              | Rebelution                                | featuring                        |
| 2010 | „Disgusting”                        | Miranda Cosgrove                     | Sparks Fly                                | współautorka piosenki            |
| 2010 | „Boy Like You”                      | Charlee                              | This Is Me                                | współautorka piosenki            |
| 2011 | „Till the World Ends”               | Britney Spears (wraz z Nicki Minaj)  | Single remix version                      | współautorka piosenki, featuring |
| 2011 | „What Baby Wants”                   | Alice Cooper                         | Welcome 2 My Nightmare                    | współautorka piosenki, featuring |
| 2011 | „Miami Nights”                      | Simon Rex (wraz z Benji Hughes)      | Nasty As I Wanna Be                       | współautorka piosenki, featuring |
| 2011 | „Boombox”                           | Simon Rex                            | Nasty As I Wanna Be                       | współautorka piosenki            |
| 2011 | „Cougars”                           | Simon Rex (wraz z Bonnie McKee)      | Nasty As I Wanna Be                       | współautorka piosenki            |
| 2012 | „Don’t Think Twice, It’s All Right” | Kesha                                | Chimes of Freedom: The Songs of Bob Dylan | śpiew                            |
| 2012 | „2012 (You Must Be Upgraded)”       | The Flaming Lips (wraz z Biz Markie) | The Flaming Lips and Heady Fwends         | współautorka piosenki, featuring |
| 2018 | „I Need a Woman to Love”            | Kesha                                | Universal Love – Wedding Songs Reimagined |                                  |
| 2018 | „This Is Me (The Reimagined Remix)” | Keala Settle, Missy Elliott          | The Greatest Showman: Reimagined          |                                  |
| 2019 | „Save a Little Heartache”           | Lukas Nelson & Promise of the Rea    | Turn Off The News (Build A Garden)        | wokal wspierający                |
| 2020 | „Bad Bitch”                         | Peg Parnevik                         | –                                         |                                  |

## Teledyski
| Rok  | Tytuł                                 | Reżyser                    |
| ---- | ------------------------------------- | -------------------------- |
| 2009 | „Tik Tok”                             | Syndrome                   |
| 2010 | „Blah Blah Blah”                      | Brendan Malloy             |
| 2010 | „Dirty Picture”                       | Alex Herron                |
| 2010 | „Your Love Is My Drug”                | Honey                      |
| 2010 | „My First Kiss”                       | Isaac Ravishankara         |
| 2010 | „Take It Off”                         | Paul Hunter, Dori Oskowitz |
| 2010 | „We R Who We R”                       | Hype Williams              |
| 2010 | „Stephen”                             | Skinny                     |
| 2010 | „Animal”                              | Skinny                     |
| 2010 | „Take It Off (K$ N’ Friends Version)” | Skinny                     |
| 2011 | „Blow”                                | Chris Marrs Piliero        |
| 2012 | „Sleazy Remix 2.0: Get Sleazier”      | Nicholaus Goossen          |
| 2012 | „Die Young”                           | Darren Craig               |
| 2013 | „C’Mon”                               | Darren Craig               |
| 2013 | „Crazy Kids”                          | Darren Craig               |
| 2013 | „Timber”                              | David Rousseau             |
| 2013 | „Dirty Love”                          | Kesha                      |
| 2017 | „Praying”                             | Jonas Åkerlund             |
| 2017 | „Woman”                               | Kesha, Lagan Sebert        |
| 2017 | „Learn To Let Go”                     | Isaac Ravishankara         |
| 2017 | „Rainbow”                             |                            |
| 2017 | „Good Old Days”                       |                            |
| 2018 | „I Need a Woman to Love”              | Lagan Sebert               |
| 2018 | „Hymn”                                |                            |
| 2018 | „Body Talks”                          |                            |
| 2018 | „Here Comes the Change”               | Jonas Åkerlund             |